# 10.º Troféu HQ Mix
O 10º Troféu HQ Mix foi realizado em 12 de agosto de 1998 premiando pessoas, editoras e obras ligadas às histórias em quadrinhos referentes a lançamentos de 1997. O evento foi apresentado por Serginho Groisman.

## Prêmios[2]
| Categoria                          | Vencedor |
| Adaptação para outro veículo       | HQ CD (CD-Rom) |
| Álbum de clássico                  | Will Eisner's Spirit Magazine (Will Eisner / Editora Metal Pesado)                                                             |
| Álbum de ficção, aventura e terror | A confluência da forquilha (Lourenço Mutarelli / editora Lilás)                                                                |
| Álbum de figurinhas                | Castelo Rá-Tim-Bum (editora Multi Editora)                                                                                     |
| Álbum de humor                     | Aline e seus dois namorados (Adão Iturrusgarai)                                                                                |
| Álbum infantil                     | Lucas - coleção Fala Menino (Luis Augusto \| editora Bureau)                                                                   |
| Caricaturista                      | Osvaldo |
| Cartunista                         | Santiago |
| Chargista                          | Angeli |
| Desenhista estrangeiro             | Alex Ross |
| Desenhista nacional                | Lelis |
| Desenhista revelação               | Allan Sieber |
| Desenho animado                    | A vida moderna de Rocko (Joe Murray)                                                                                           |
| Edição especial                    | Metal Pesado - tudo em quadrinhos - edição comemorativa - 15 Anos Gibiteca de Curitiba (vários autores / editora Metal Pesado) |
| Editora do ano                     | Metal Pesado |
| Empresa de licenciamento           | Character |
| Exposição                          | Sem AIDS com amor (Bienal Internacional de Humor / São Paulo)                                                                  |
| Fanzine                            | Heroína (Zed e Fido Neste) |
| Grande contribuição                | 3ª Bienal Internacional de Quadrinhos (Belo Horizonte)                                                                         |
| Grande mestre                      | Miguel Penteado |
| Graphic novel estrangeira          | Lobo/Juiz Dredd - motoqueiros doidos vs. mutantes do inferno (Alan Grant, John Wagner e Val Semeiks / editora Abril Jovem)     |
| Graphic novel nacional             | O Vira-Lata (Paulo Garfunkel e Líbero Malavoglia / editora Paladinos de Onã)                                                   |
| Homenagem especial                 | Flávio Colin |
|                                    | 15 anos do Salão Internacional de Humor de Piracicaba                                                                          |
| Ilustrador                         | Negreiros |
| Livro de caricaturas               | Quem é Sábat? (Sábat / editora Paz e Terra)                                                                                    |
| Livro de cartuns                   | De papo pro ar (Santiago / editora L&PM)                                                                                       |
| Livro de charges                   | 100 vezes Ique no Estadão (Ique / editora Salamandra)                                                                          |
| Livro infantil                     | Castelo Rá-Tim-Bum |
| Livro teórico                      | Feras do humor baiano (Gutemberg Cruz / editora Empresa Gráfica da Bahia)                                                      |
|                                    | Humor diário - a ilustração humorística do Diário de Pernambuco (1914-1996) (Lailson de Holanda Cavalcanti / editora da UFPE)  |
| Minissérie etrangeira              | O Reino do Amanhã (Mark Waid e Alex Ross / editora Abril Jovem)                                                                |
| Novo projeto                       | Videogibi Turma da Mônica - O Mônico                                                                                           |
| Personagem de licenciamento        | Senninha |
| Personagem destaque                | Overman |
| Pesquisa                           | Phenix (Vagner Augusto) |
| Ponto de vendas                    | Itiban Comic Shop (Curitiba)                                                                                                   |
| Produto de licenciamento           | Tazo |
| Projeto editorial                  | Coleção miniTonto (vários autores / editora Tonto)                                                                             |
| Projeto gráfico                    | Graffiti 76% Quadrinhos (vários autores / independente)                                                                        |
| Revista de aventura                | The Savage Dragon (Erik Larsen / editora Abril Jovem)                                                                          |
| Revista de humor                   | O Onanista |
| Revista de terror                  | Vertigo DC nº 1 - Monstro do Pântano - lição de anatomia (Alan Moore, Stephen Bissette e John Totleben / editora Metal Pesado) |
| Revista independente               | Glória, Glória, Aleluia! (Allan Sieber)                                                                                        |
| Revista infantil                   | Almanaque da Mônica (vários autores / editora Globo)                                                                           |
| Revista mix                        | Metal Pesado - tudo em quadrinhos (vários autores / editora Metal Pesado)                                                      |
| Revista seriada                    | Spawn (Todd McFarlane / editora Abril Jovem)                                                                                   |
| Revista sobre quadrinhos           | Wizard (editora Globo) |
| Roteirista estrangeiro             | Garth Ennis |
| Roteirista nacional                | Paulo Garfunkel |
| Site de quadrinhos                 | Gibindex |
| Tira estrangeira                   | Dilbert (Scott Adams) |
| Tira nacional                      | Striptiras (Laerte) |
| Toy                                | Spawn |
| Valorização da HQ                  | Pacatatu |